# Tommaso Paloscia
Tommaso Paloscia (Roma, 29 ottobre 1918 – Firenze, 28 marzo 2005) è stato un giornalista, critico d'arte, storico dell'arte e disegnatore italiano.

## Biografia
Figlio del pittore Gaetano Paloscia, è nato a Roma, ha trascorso l'infanzia a Francavilla a mare (Pescara) ed ha poi risieduto a Firenze dal 1945 fino al 2005, anno della sua scomparsa. A Firenze è arrivato al seguito dell'esercito alleato nel '45 e qui comincia a lavorare alla sede fiorentina de "La Patria. Quotidiano per l'esercito". Fra il '45 e il '46 collabora come disegnatore satirico, insieme con l'amico Silvano "Nano" Campeggi, a La Carrozzella. Settimanale Umoristico illustrato. Dalla primavera del 1946 dirige il foglio sportivo Il Calandrino sportivo, cui collabora nella doppia veste di giornalista e illustratore sotto gli pseudonimi di Maso il Pascià e di Cal.
Giunge alla redazione del quotidiano La Nazione nel 1947, dapprima come cronista, quindi come redattore giudiziario, inviato speciale, capo dei servizi esteri, infine caporedattore di Nazione Sera e responsabile delle pagine letterarie sulle quali ha scritto in qualità di critico d'arte.
Sulle pagine de La Nazione ha pubblicato servizi giornalistici da molte parti del mondo, recensioni di mostre, articoli di critica d'arte e interviste con molti protagonisti dell'arte moderna e contemporanea (da Chagall a Pietro Annigoni, da Henry Moore a Marino Marini, a Mino Maccari, a Pietro Cascella, a Mario Tozzi, ecc.). È stato Direttore della Gazzetta delle Arti.
È autore di diversi lavori monografici su artisti italiani e stranieri, di una pubblicazione sull'arte italiana dell'Ottocento (I Macchiaioli e l'Ottocento in Toscana, ed. Il Quadrato, 1985). Fra il 1991 e il 1999 ha pubblicato il libro Accadde in Toscana, dedicato alla storia della pittura Toscana dal 1915 ai nostri giorni, in 3 volumi. Il primo volume (ed. Trainer International, Milano, I Libri del Bargello), dedicato agli artisti toscani fra il 1915 e il 1940, ha vinto il Premio Castiglioncello; i volumi successivi sono stati pubblicati dalle edizioni Polistampa di Firenze. Suoi libri sono in catalogo presso la libreria on line AbeBooks. I suoi articoli sono reperibili negli archivi dei quotidiani La Nazione e Nazione Sera, delle riviste Arte In e La Gazzetta delle Arti, di cui è stato direttore responsabile negli anni'90.
Paloscia è stato segretario dell'Ordine Nazionale dei giornalisti italiani. Sue note biografiche sono reperibili nel Panorama biografico degli italiani d'oggi per le edizioni Curcio, nel Chi è del giornalismo italiano, negli annuari nazionali dei giornalisti, oltre che nei grandi cataloghi d'arte moderna (Bolaffi, Mondatori, ecc.).

## Opere
- 1985 -  I Macchiaioli e l'Ottocento in Toscana, ed. Il Quadrato.
- 1991 -  Accadde in Toscana, vol. 1, ed. Trainer International, Milano, I Libri del Bargello.
- 1992 - Intra et extra Lorenzo Taddei dipinti e sculture - presentazione del catalogo mostra personale al Parlamento Europeo di Strasburgo, Edizioni Luchi Monsummano Terme, Pistoia.
- 1997 - Accadde in Toscana: L'arte visiva dal 1941 ai primi anni 70, vol. 2. Edizioni Polistampa, Firenze
- 1999 -  Accadde in Toscana: L'arte visiva dai primi anni Settanta alle ore antelucane del terzo millennio, vol. 3. Edizioni Polistampa, Firenze.
- 1999 -  La fantastica avventura di Ivano Cerrai. A cura di Polistampa, Firenze.
- 1999 - Robert Chaplin Elisabeth Chaplin. La natura... prima ispiratrice. Edizioni Polistampa, Firenze.
- 2000 - Robert Chaplin. Disegni. Edizioni Polistampa, Firenze.
- 2000 - Raffaele De Grada, Tommaso Paloscia, Vittorio Sgarbi, Ferruccio Ulivi, Anita Valentini. Annigoni. Edizioni Mauro Pagliai, Firenze.
- 2011 - Alinari, Facchini, Ghelli, Maranghi, Nesi, Possenti. A cura di Mauro Pagliai e Tommaso Paloscia. Edizioni Polistampa, Firenze.
- 2006 - Quello che non so dimenticare. Edizioni Polistampa, Firenze.